# Minjung de Goguryeo

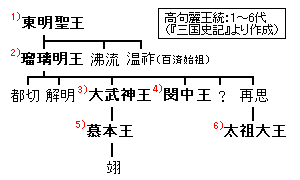
Árbol genealógico de la familia Goguryeo (desde el 1° hasta el 6° Rey).

Minjung (en Hangul: 민중왕, en Hanja: 閔中王, ? ~ 48 r. 44 ~ 48) fue un rey de Goguryeo, el más septentrional de los tres reinos de Corea. Es un hijo del segundo rey, Yuri de Goguryeo. Fue conocido como Haesaekju o Haeeupju, con la posibilidad de que su apellido fuera Hae. Al comienzo, fue habitual para la familia real de Goguryeo el alternar, una vez en el trono, otros apellidos, por ejemplo Ko y Hae.
Los registros sobre su nacimiento varían, porque se dice que era el hijo menor de Daemusin de Goguryeo en Samguk Sagi, mientras que en Samguk Yusa se afirma que el rey Minjung era el hijo de Daemusin. Aunque era muy joven fue coronado en noviembre del año 44 del calendario lunar  tras la muerte de Daemusin.

## Antecedentes
Según el Samguk Sagi , era el hermano menor de su predecesor Daemusin , y el quinto y último hijo de segundo rey de Goguryeo, Yuri. Se convirtió en rey a causa de la corta edad del príncipe heredero, su sobrino y el hijo de Daemusin Hae U (el rey posteriormente llamado Mobon) .
Sin embargo, según el Samguk Yusa , Minjung era hijo de Daemusin y el hermano menor de Mobon (Hae U).

## Reinado
Aunque Minjung no reinó por mucho tiempo, fue capaz de evitar conflictos militares y mantuvo la paz a través de la mayor parte del reino.
Varios desastres naturales marcaron su reinado. En el segundo año del reinado de Minjung, una gran inundación se produjo en las provincias orientales  lo que hizo que varios de los súbditos perdieran sus hogares y muchos de ellos muriesen de hambre. Al ver esto, Minjung abrió los depósitos de almacenamiento de alimentos y distribuyó alimentos por partes iguales entre todos los que estaban hambrientos.
En el cuarto año (es decir en el año 47) de su reinado, Minjung durante una cacería, tras una larga búsqueda encontró una gruta de piedra en la región occidental de su reino  cerca de Minjungwon (민중원) y descansó en la misma.

## Muerte
En el 48, después de 5 años de reinado, Minjung cayó enfermo y murió. En su lecho de muerte, él pidió ser enterrado en la gruta donde había descansado y sus súbditos cumplieron su deseo. Fue por tal causa enterrado en la gruta de piedra en Minjung-won, y por tal motivo recibió  (como era frecuente entre los monarcas de Goguryeo) el nombre póstumo Minjung.